# Cinq semaines en ballon
Cinq semaines en ballon (Brasil: Cinco Semanas em um Balão / Portugal: Cinco Semanas em Balão) foi a primeira grande obra literária do escritor francês Júlio Verne, publicada pela primeira vez em 1863.
Como é comum em todas as obras de Verne, este livro relata uma grandiosa viagem, passada em meados do séc. XIX, que teve como finalidade a travessia do continente africano desde a costa oriental à costa ocidental (Zanzibar ao Senegal), usando como veículo um balão de hidrogénio. O criador deste aparelho é o britânico Dr. Fergusson, que já sendo famoso pelas suas grandes expedições à volta do globo quer ir mais além. Ele, conjuntamente com o seu criado Joe, e o seu grande amigo, o escocês Dick Kennedy, partem de Zanzibar, uma ilha na costa oriental de África, com o intuito de atravessarem o continente segundo uma rota mais ou menos paralela à linha do equador, tendo como grandes objectivos a descoberta da nascente do grande rio Nilo e a descoberta da região central de África, que na altura ainda era uma incógnita nas cartas geográficas de África.

## Resumo
A história tem início no Século XIX Na época dourada das grandes explorações ao continente africano, o Dr. Samuel Fergusson um homem muito inteligente e astuto e perspicaz , dispõe-se a fazer a viagem mais arrojada de todas: atravessar a África, de leste a oeste, num balão. Acompanhado pelo jovem Joe Wilson, o seu fiel criado, e pelo seu amigo de longa data Dick Kennedy, um intrépido caçador escocês, partem da ilha de Zanzibar a bordo do Victoria, um aeróstato especialmente concebido por Fergusson para a ocasião. Aventurando-se por territórios desconhecidos, a coragem dos três amigos é constantemente posta à prova perante os inúmeros perigos com que se vão deparando. Desde nativos aguerridos a animais ferozes nunca antes vistos por olhos europeus, passando por paisagens desoladoras  e por outras fabulosas nunca vistas por outros , somos levados numa aventura fantástica como só a prodigiosa mente de Júlio Verne ...